# 仙台医健・スポーツ&こども専門学校
仙台医健・スポーツ専門学校（せんだいいけんすぽーつせんもんがっこう）は、宮城県仙台市若林区新寺にある健康・スポーツ・医療・保育分野の人材育成を行う専修学校である。
運営主体は学校法人滋慶学園。
アスレティックトレーナー、スポーツトレーナー、スポーツインストラクター、メディカルトレーナー、柔道整復師、理学療法士、 視能訓練士、幼稚園教諭、保育士を養成する。

## 沿革
- 1996年（平成8年）3月22日 - 学校法人滋慶文化学園設立
- 2007年（平成19年）
  - 3月29日 - 宮城県から設置を認可される
  - 4月 - 「仙台医健専門学校」としてスポーツ科学科・柔道整復科・理学療法科の3学科で開校
- 2011年（平成23年）4月 - 視能訓練科を新設
- 2017年（平成29年）4月 - こども保育科を新設
- 2018年（平成30年）4月 - 「仙台医健・スポーツ&こども専門学校」へ校名変更
- 2021年（令和3年）3月 - 運営元の学校法人滋慶文化学園が学校法人滋慶学園と合併（学校法人滋慶学園による運営となる）
- 2021年（令和3年）4月 - 「仙台医健・スポーツ専門学校」へ校名変更

## 設置学科
- プロスポーツトレーナー科（旧スポーツ科学科とこども保育科が併合）
- スポーツマネジメントテクノロジー科
- 柔道整復科
- 理学療法科
- 視能訓練科

## キャンパス
第1校舎〒984-0051 仙台市若林区新寺2丁目
第2校舎〒983-0852 仙台市宮城野区榴岡4丁目

## 姉妹校(仙台市内)
- 仙台コミュニケーションアート専門学校
- 仙台ECO動物海洋専門学校